# Arsenal (Automobilhersteller)
Arsenal war ein britischer Hersteller von Automobilen.

## Unternehmensgeschichte
Das Unternehmen aus St Albans begann 1898 mit der Produktion von Automobilen. Der Markenname lautete Arsenal. 1899 endete die Produktion.

## Fahrzeuge
Im Angebot stand nur ein Modell. Es ähnelte einem Fahrzeug von Amédée Bollée. Der Motor leistete 3,5 PS. Die Karosserie bot Platz für zwei bis drei Personen.